# Kirche Eydtkuhnen

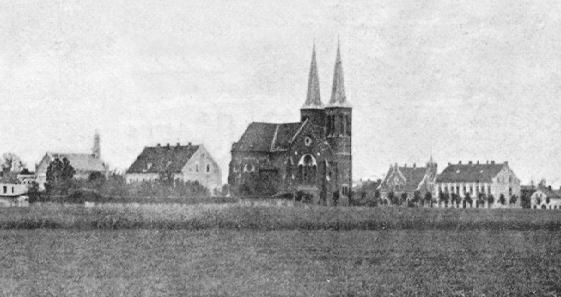
Die Kirche 1900/1909

Die Kirche Eydtkuhnen im russischen Tschernyschewskoje (bis 1938 Eydtkuhnen, bis 1946 Eydtkau) im ehemaligen Ostpreußen und der heutigen Oblast Kaliningrad war eine evangelische, neuromanische Pfarrkirche. Sie gehörte bis 1945 zum Kirchenkreis Stallupönen innerhalb der Kirchenprovinz Ostpreußen der Kirche der Altpreußischen Union. 

## Geschichte
Der kleine Ort Eydtkuhnen an der Grenze zum damaligen Russland wuchs im 19. Jahrhundert stark an. Eydtkuhnen war Grenzbahnhof und Umspurungsbahnhof an der Preußischen Ostbahn geworden, so dass viele Menschen dort Arbeit fanden. Für die mehrheitlich evangelisch-lutherische Bevölkerung wurde von 1887 bis 1889 eine Kirche nach Plänen von Friedrich Adler gebaut und 1889 eingeweiht. Westlich davon entstand ein Pfarrhaus, dessen Vordergiebel Elemente der Kirchenarchitektur aufnahm. 
1914 wurde Eydtkuhnen durch russische Truppen teilweise zerstört, die Kirche blieb jedoch erhalten. Zu Beginn der Zeit des Nationalsozialismus versuchten Parteiangehörige, zwei gemauerte Davidsterne von der Außenmauer entfernen zu lassen. Die Kirchengemeinde wehrte sich jedoch erfolgreich dagegen. 
In der Endphase des Zweiten Weltkriegs brannte die Kirche infolge der Kampfhandlungen zwischen Wehrmacht und Roter Armee aus. Seither ist sie eine Ruine. Nach dem Krieg wurde das Gebäude lange Zeit als Lager für militärische Güter genutzt.

## Lage, Architektur, frühere Ausstattung und heutiger Zustand

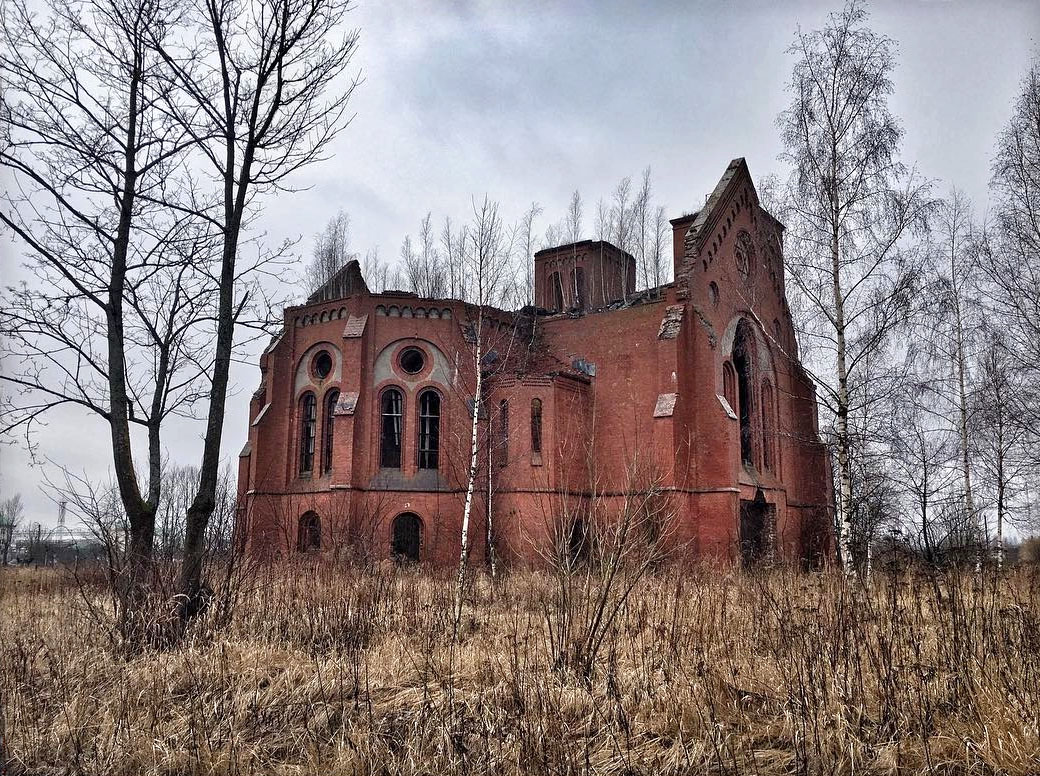
Ruine der Kirche

Die Kirchenruine liegt inmitten des locker bebauten Ortes Tschernyschewskoje nördlich des Bahnhofs inmitten von Brachland. Bis 1944 lag die Kirche in einer parkartigen Anlage, in der vier Wege entsprechend der Kreuzform auf die Kirche zuliefen. 
Die Kirche ist neuromanisch mit kreuzförmigem Grundriss und ist aus rotem Backstein gemauert. Sie besaß zwei hohe Türme mit quadratischem Grundriss, die eher gotisch wirkten. In der Nord- und Südwand des ausladenden Querhauses befindet sich bis heute jeweils ein gemauerter Davidstern. Im Chor befinden sich drei doppelte Rundbogenfenster, darüber drei Rundfenster. Diese Formen prägen auch die übrigen Außenwände einschließlich der Türme. Die Decke weist ein Sterngewölbe auf. Die Kanzel befand sich – von den Sitzbänken aus gesehen – links vom Altar. 
Heute existiert nur noch die Kirchenruine mit den zwei Turmunterbauten ohne die früheren Spitzdächer. Das Erdgeschoss ist zugemauert. Das Dach fehlt, das Gewölbe ist aber teilweise erhalten. Die frühere Inneneinrichtung ist nicht mehr vorhanden. Das Pfarrhaus ist ebenfalls zugemauert.

## Kirchengemeinde
1883 wurde Eydtkuhnen ein selbstständiges Kirchspiel, nachdem es von dem Kirchort Bilderweitschen abgetrennt worden war. Bis 1945 gehörte Eydtkuhnen zum Kirchenkreis Stallupönen in der Kirchenprovinz Ostpreußen der Kirche der Altpreußischen Union. 
Nach 1945 kam das evangelische kirchliche Leben im Ort zum Erliegen. Heute hat sich in dem acht Kilometer nordwestlich gelegenen Nachbarort Babuschkino (Groß Degesen) eine neue evangelische Gemeinde gebildet, die zur Propstei Kaliningrad der Evangelisch-Lutherischen Kirche Europäisches Russland (ELKER) gehört. Das zuständige Pfarramt ist das der Salzburger Kirche in Gussew (Gumbinnen).

### Pfarrer 1883–1945
Zwischen 1886 und 1945 waren in Eydtkuhnen/Eydtkau 18 evangelische Geistliche tätig, zwischen 1883 und 1886 als Vikare, danach als Pfarrer:
| - Gustav Adolf Kollepke, 1883 - Georg Eugen Peter Henkys, 1884–1886 - Georg Max Henkys, 1886–1893 - Julius Ernst Eduard Kalweit, 1894–1898 - Paul Friedrich Ferdinand Hafke, 1898–1902 - Otto Gerß, 1902–1924 - Georg Kern, 1906–1909 - Friedrich Worm, 1909–1913 | - Erwin Kürschner, 1913–1918 - Walter Prang, 1918 - Eugen Bauer, 1921–1923 - Gerhard Ruhmland, 1924–1926 - Max Lechner, 1924–1931 - Herbert Kriwath, 1927–1929 - Ernst Segschneider, 1931–1937 (auch Superintendent) - Erwin Schröter, 1939–1945 |

### Kirchenbücher
Die Kirchenbücher über Taufen, Trauungen und Bestattungen aus den Jahren 1883 bis 1944, Konfirmationen 1924 bis 1944 sind erhalten und werden im Evangelischen Zentralarchiv in Berlin-Kreuzberg aufbewahrt. Als Sonderdokumente liegen dort auch die kirchlichen Bücher der Gefallenen der Jahre 1914 bis 1918 und 1939 bis 1944.